# Ermita de Sant Quintí de Cambrils
Sant Quintí de Cambrils és una ermita del municipi d'Odèn, a la comarca del Solsonès. És propietat de Cal Sala del veïnat del Racó i, segons el seu propietari, és una de les més antigues de Catalunya. És un monument protegit i inventariat dins el Patrimoni Arquitectònic Català.

## Situació i comunicacions
L'ermita està situada al fons d'un profund barranc excavat a les masses de conglomerats que cobreixen la base sud de les Muntanyes d'Alinyà. Aquest barranc es troba a l'est del Racó, sota mateix de la carretera L-401 de Pont d'Espia a Coll de Jou. Precisament del punt quilomètric 21,4 (42° 8′ 14.33″ N, 1° 24′ 9.1″ E / 42.1373139°N,1.402528°E) en surt una pista forestal (la de l'esquerra) que hi mena. La pista està barrada amb una cadena, per la qual cosa s'hi ha d'anar a peu. Un centenar de metres en direcció a Coll de Jou hi ha un bon lloc per deixar el vehicle.
Cal seguir la pista forestal durant 1,4 kilòmetres (agafant la pista de l'esquerra en l'única bifurcació que hi ha). Es tarda uns 25 minuts per arribar-hi, salvant un desnivell de poc més de 100 metres. L'ermita està tan amagada darrere unes alzineres que gairebé no es veu fins que s'hi arriba.

## Art i característiques
L'ermita de Sant Quintí, d'estil romànic, reuneix una sèrie de característiques que la fan singular:
- Està entaforada al fons d'un barranc. Normalment les capelles romàniques les veiem a carenes, tossals, vessants oberts, etc., per potenciar la seva visibilitat.
- Les seves dimensions són molt petites: una amplada d'uns cinc metres (és irregular, ja que és més ampla per la part inferior que per la teulada) i una llargària de la planta principal també d'uns cinc metres, més dos metres d'absis semicircular. Probablement és l'ermita romànica, ben conservada, més petita de Catalunya. Diuen que la més petita és Sant Salvador del Corb, al massís de Sant Honorat, però està en ruïnes.

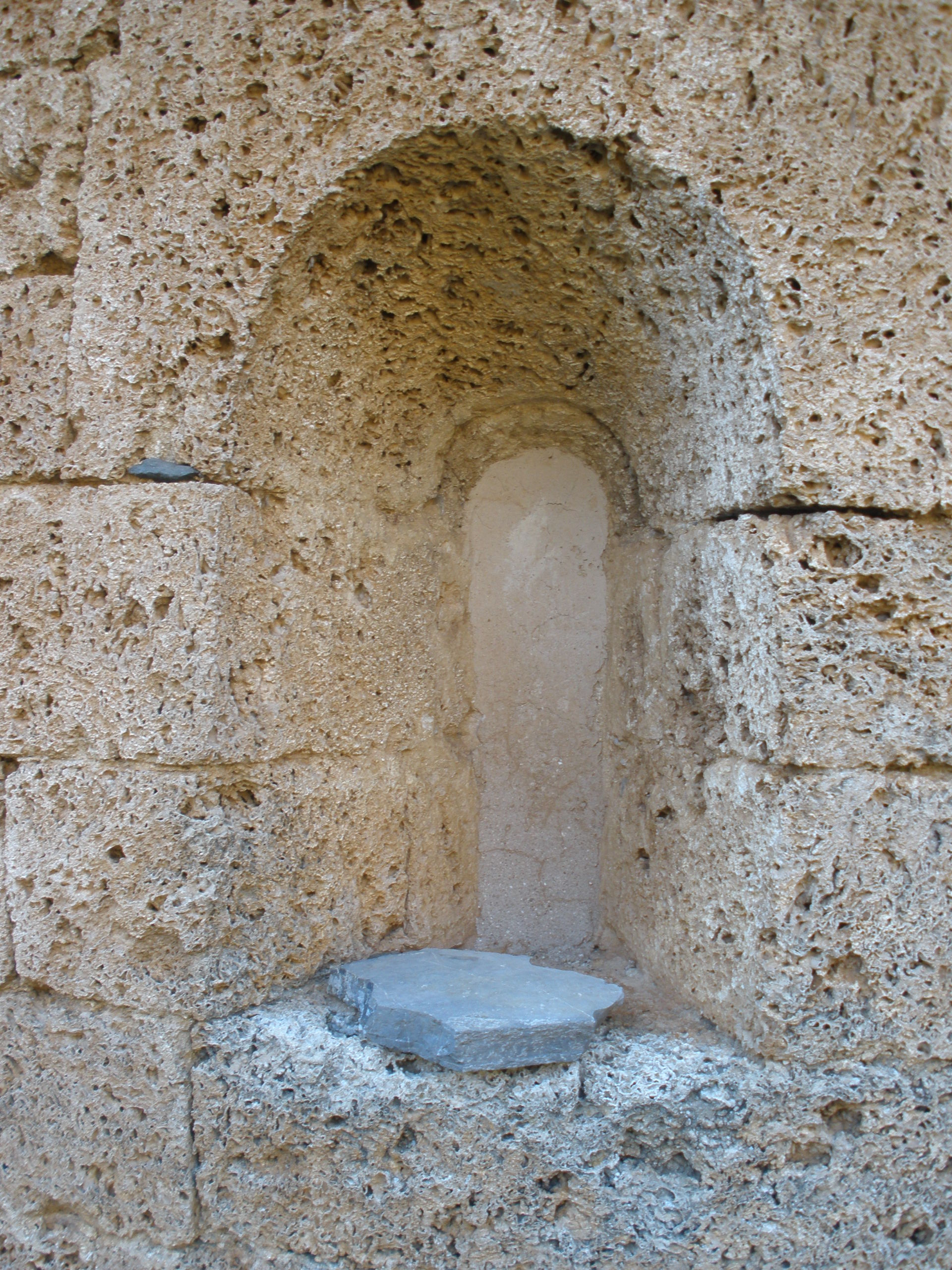
Finestra de l'absis de Sant Quintí de Cambrils

Està totalment construïda amb carreus ben tallats de pedra tosca o travertí. Com que la pedra tosca és molt dura i resistent a l'erosió, les parets de Sant Quintí no denoten el pas dels segles.
És una construcció molt simple, amb una nau de planta rectangular coberta amb volta apuntada i capçada per un absis semicircular amb el mateix tipus de volta. L'absis s'obre a la nau mitjançant un arc preabsidal apuntat en degradació. El mur de migjorn té un arc de mig punt excavat al mur. El parament, propi del segle xii, és de carreus ben tallats i disposats en filades uniformes i regulars. La porta primitiva es troba al mur sud, tapiada, i és d'arc de mig punt de grans dovelles. La porta actual és de llinda de fusta i es troba al frontis. Damunt seu hi ha una finestreta cruciforme. A l'absis hi ha una altra finestra de doble esqueixada i arc de mig punt monolític. Dins de l'ermita hi ha una imatge de Sant Quintí (en un quadre). No hi ha mobiliari, excepte un petit altar. L'ermita roman tancada però té una petita obertura a la porta des de la qual es pot mirar l'interior.

## Geografia física i indrets d'interès
Sant Quintí està envoltat d'uns paratges de gran bellesa: tot baixant a l'ermita es té una singular perspectiva de les cases que formen el veïnat del Racó i, sobretot, del magnífic salt d'aigua procedent de la font de cal Sala, molt cabalós després de dies plujosos. En aquest salt es poden veure grans formacions de pedra tosca que, probablement, varen servir per bastir les parets de l'ermita.
Tot baixant podrem admirar la curiosa Roca de l'Elefant: una gran roca de conglomerat que recorda aquest animal i que tanca la fonda vall pel sud. L'ermita està just a uns vint metres davant seu.
A un centenar de metres a l'est de l'ermita hi ha la Font de Sant Quintí, una surgència d'aigües amb un cabal molt abundós i constant.
Més avall es produeix la confluència del Torrent de Lleu amb la Riera de Cal Xinquet. A partir d'aquesta confluència es passa a dir Riera de Sant Quintí. Aquesta s'acaba uns quilòmetres més al sud quan desguassa al Riu Fred, que baixa de Cambrils.

## Festes i tradicions
El poble de Cambrils hi celebra el vot de poble a Santa Rita (de Càscia), el diumenge més proper al 22 de maig únic moment de l'any en què s'hi celebra la missa. Anteriorment se celebrava el mateix dia de la Santa.